# Manuel Losada Pérez de Nenin
Manuel Losada Pérez de Nenin (ur. 16 października 1865 w Bilbao, zm. 9 października 1949 tamże) – hiszpański malarz i pastelista, pochodzący z Kraju Basków.

## Życiorys
Urodził się 16 października 1865 w Bilbao jako najstarszy z sześciorga dzieci. Był synem Joaquína Losady Casas malageńskiego kupca i amatora malarstwa oraz Basilii Pérez de Nenin Urbieta pochdzącej z Zumaii.  W 1881 wstąpił do szkoły z internatem San Bernardo w Bajonnie, aby szkolić język francuski. W szkole wyróżniał się talentem artystycznym, ale zgodnie z tradycją rodzinną wrócił do Bilbao w 1882, by uczyć się handlu. Dzielił naukę profesji z lekcjami malarstwa w warsztacie Antonia Maríi de Lecuona, z którym się zaprzyjaźnił. W 1887 otrzyma stypedium prowincji Vizcaya na studia artystyczne w Paryżu. Wrócił do Bilbao w 1889, ale dzięki stypendium mecenasa Manuela Maríi de Gortázar Munibe ponownie wyjechał do francuskiej stolicy razem z Anselmem Guineą i Ignaciem Zuloagą. Kiedy w 1892 roku zmarł jego ojciec, na stałe powrócił do Bilbao i otworzył własny warsztat. W 1894 razem z Guineą i Zuloagą wykonali mural dla stowarzyszenia artystów Kurding Club. W 1897 roku ożenił się z Gregorią Moyą Odriozolą, z którą miał troje dzieci: Florę, Alberta i Maritxu.
Losada był głównym promotorem i organizatorem wystaw sztuki współczesnej w Bilbao, których odbyło się sześć, pierwsza w 1900 roku. W 1908 został członkiem Królewskiej Akademii Sztuk Pięknych św. Ferdynanda w Madrycie. Był jednym z założycieli powstałego w 1911 związku artystów baskijskich – Asociación de Artistas Vascos. Był wszechstronnym artystą, nie ograniczał się do portretu czy ilustracji. Jego obrazy są rozpoznawalne dzięki typowej miejskiej atmosferze – zwłaszcza Bilbao, pełnej harmonii pomiędzy przestrzenią a postaciami.